# Star Wars: Young Jedi Adventures
Star Wars: Young Jedi Adventures (Star Wars: Las aventuras de los jóvenes Jedi en España y Star Wars: Aventuras de jóvenes Jedi en Hispanoamérica) es una serie animada estadounidense creada para el servicio de transmisión Disney+ y la cadena de televisión Disney Junior. Es parte de la franquicia Star Wars y sigue a un grupo de jóvenes mientras aprenden a convertirse en Caballeros Jedi durante la era de la Alta República, siglos antes de las principales películas de la franquicia. La serie es producida por Lucasfilm Animation, con Michael Olson como productor ejecutivo y Elliot Bour como director supervisor. Es la primera serie animada de Star Wars de larga duración dirigida a un público principalmente infantil.
La serie está protagonizada por Jamaal Avery Jr., Emma Berman, Juliet Donenfeld, Dee Bradley Baker, Jonathan Lipow y Piotr Michael. Se anunció en mayo de 2022, con Olson y Bour ya adheridos al proyecto.
Star Wars: Young Jedi Adventures se estrenó en el servicio de transmisión Disney+ y la cadena de televisión Disney Junior el 4 de mayo de 2023, en el Día de Star Wars.

## Premisa
Ambientada durante la era de la Alta República, siglos antes de los eventos de las principales películas, Star Wars: Young Jedi Adventures sigue a un grupo de jóvenes a medida que aprenden los caminos de la Fuerza, incluido sus valores como la compasión, la autodisciplina, el trabajo en equipo y la paciencia para convertirse en Caballeros Jedi.

## Reparto y personajes
- Jamaal Avery Jr. como Kai Brightstar: un joven Jedi que espera seguir los pasos del Maestro Jedi Yoda y convertirse en Caballero Jedi.[3]
- Emma Berman como Nash Durango: un piloto que es amigo de Kai y los otros jóvenes, y se une a ellos para emprender aventuras.[3]
- Juliet Donenfeld como Lys Solay: una joven Jedi pantorana
- Dee Bradley Baker como Nubs: un joven Jedi Pooba
- Jonathan Lipow como RJ-83: un droide amigo de los jóvenes
- Piotr Michael como Yoda: un maestro Jedi

## Temporadas
| Temporada | Temporada | Episodios | Estados Unidos                  | Estados Unidos      | Latinoamérica                   | Latinoamérica       | España                          | España              | Canal                 | Canal |
| Temporada | Temporada | Episodios | Comienzo                        | Final               | Comienzo                        | Final               | Comienzo                        | Final               |                       |       |
| --------- | --------- | --------- | ------------------------------- | ------------------- | ------------------------------- | ------------------- | ------------------------------- | ------------------- | --------------------- | ----- |
|           | Piloto    | 4         | 27 de marzo de 2023             | 24 de abril de 2023 | 26 de abril de 2023             | 26 de abril de 2023 | 26 de abril de 2023             | 26 de abril de 2023 | YouTube               |       |
|           | 1         | 25        | 4 de mayo de 2023 Disney Junior | por confirmar       | 4 de mayo de 2023 Disney Junior | por confirmar       | 4 de mayo de 2023 Disney Junior | por confirmar       | Disney+ Disney Junior |       |

## Producción

### Desarrollo
Star Wars: Young Jedi Adventures, la primera serie animada de Star Wars de larga duración dirigida a audiencias infantiles y sus familias, se anunció en la Star Wars Celebration de mayo de 2022. Está ambientado durante la era de la Alta República, siglos antes de los eventos de las películas de la franquicia, que ya se estaba explorando a través de una serie de libros y cómics en ese momento. La serie fue anunciada por el productor ejecutivo James Waugh, el productor ejecutivo y showrunner Michael Olson, el director supervisor Elliot Bour y el productor consultor Lamont Magee. Jacqui Lopez y Josh Rimes de Lucasfilm también son productores ejecutivos. Waugh dijo que el equipo creativo sabía que la serie podría ser la primera introducción a Star Wars para algunos niños. Aunque querían que los "personajes, el tono y las lecciones de vida" de cada episodio estuvieran dirigidos a la audiencia más joven, también querían mantenerse fieles a las expectativas de las personas familiarizadas con Star Wars.

### Casting
En la D23 Expo en septiembre de 2022, Jamaal Avery Jr. y Emma Berman fueron anunciados en los papeles principales de la serie como Kai Brightstar y Nash Durango, respectivamente. En febrero de 2023, se anunció que Juliet Donenfeld fue elegida como Lys Solay, Dee Bradley Baker como Nubs, Jonathan Lipow como RJ-83 y Piotr Michael como Yoda. 

### Música
Matthew Margeson fue contratado para componer la partitura de la serie a fines de julio de 2022.

## Lanzamiento
Star Wars: Young Jedi Adventures se estrenará en el servicio de transmisión Disney+ y la cadena de televisión Disney Junior el 4 de mayo de 2023, Día de Star Wars.  Tres cortos animados que presentan a los personajes de la serie se estrenaron en el canal de YouTube de Disney Junior el 27 de marzo de 2023, y otros tres se lanzarán en un momento posterior, antes de que los seis se estrenen en Disney+ el 26 de abril. Los dos primeros episodios se estrenaron en la Star Wars Celebration Europe el 8 de abril de 2023.